# Euphyia probataria
Euphyia probataria là một loài bướm đêm trong họ Geometridae.